# Georges Patfoort
Prof. Dr. ir. Georges Patfoort (1923-1994) was een Belgisch hoogleraar toegepaste wetenschappen aan de Vrije Universiteit Brussel.
Hij ontwikkelde het "Inorganic Phosphate Cement" (IPC).  Dit innovatief materiaal is een niet-alkalisch hars dat bereid wordt door menging van een poeder en een vloeistof.  Het wordt gecommercialiseerd onder de handelsnaam vubonite.
George  Patfoort was de stichter van een vereniging "de Energofielen". Rond 1980 kwamen een aantal mensen samen (500 op een bepaald moment) die bezorgd waren over hoe men met de aarde en met energie omging.
De vereniging spitste zich voornamelijk toe op het technologische. Hoewel Patvoort ruimer keek, lag hij mee aan de basis van de ecologische Verklaring van Hemelveerdegem.
Georges Patfoort, was zijn tijd ver vooruit. Hij interesseerde zich aan het recycleren van materialen (vnl. plastics) lang voor zoiets gangbaar werd. Hij werkte ook mee aan projecten voor laagenergiewoningen in ontwikkelingslanden.  
Hij was vrijmetselaar bij de Aalsterse loge Ontwaken, behorende tot de obediëntie van het Grootoosten van België.